# ملعب السيلية
ملعب السيلية هو ملعب جديد في دولة قطر مخصص لنادي السيلية في منطقة السيلية التابعة لبلدية الريان غرب العاصمة القطرية الدوحة.

## عن الملعب
أبعاد الملعب  105 * 68  ويتسع لـ 1074 متفرج، وبه منصة لكبار الشخصيات تتسع إلى 24 مقعد ومقاعد للجماهير تتسع إلى 1050 مقعد، ويضم مدخل رئيسي يحتوي على صالة للتمارين الرياضية مجهزة بأجهزة اللياقة البدنية، كما يحتوي على غرفتين للتدليك، وغرفة طبية وغرفة للحكام وغرفتين لتغيير الملابس.

## أغراض الملعب
يشهد هذا الملعب تدريبات نادي السيلية ومباريات الفريق الودية وأيضا يلعب عليه مباريات لكاس الشيخ جاسم ومباريات دوري قطر-غاز وأيضا يلعب عليه مباريات لكأس نجوم قطر ومباريات لدوريات الفئات السنية.